# Lee Strasberg
Israel Lee Strasberg (Budzanów, 17 november 1901 – New York, 17 februari 1982) was een Joods-Amerikaanse acteur, regisseur, producer en acteerdocent. Hij wordt in de Verenigde Staten gezien als de belangrijkste promotor van method acting.

## Biografie
Strasberg werd geboren in Budzanów, Oostenrijk-Hongarije (het huidige Budaniv, Oekraïne). Op zevenjarige leeftijd kwam hij in de Verenigde Staten. Strasberg kreeg acteerlessen in het American Laboratory Theatre van Ryszard Bolesławski en Maria Ouspenskaya. In 1925 maakte hij zijn acteerdebuut.
In 1931 was hij een van de oprichters van het New Yorkse Group Theatre. Voor deze theatergroep regisseerde hij enkele stukken. In 1936 werd hij tot Amerikaan genaturaliseerd. Dertien jaar later, in 1949, begon hij een lange carrière in de Actors Studio in New York. Binnen twee jaar was hij artistiek directeur. De acteerschool kreeg al snel een goede reputatie. Enkele leerlingen van Strasberg: Paul Newman, Al Pacino, Marilyn Monroe, Jane Fonda, James Dean, Dustin Hoffman, Robert De Niro, Jack Nicholson en Steve McQueen. In 1966 was hij betrokken bij de oprichting van de Actors Studio West in Los Angeles. In 1969 richtte hij zowel in Los Angeles als in New York het Lee Strasberg Theatre Institute op.
Strasberg kwam zelden zelf voor de camera; hij verscheen in slechts zeven films. Zijn bekendste rol (en tevens filmdebuut) was die van de oude Joodse maffiabaas Hyman Roth in The Godfather Part II, naast zijn vroegere leerling Al Pacino. Voor deze prestatie kreeg hij een Academy Award-nominatie.

### Privéleven
Lee Strasberg was driemaal getrouwd. Met zijn eerste vrouw, Nora Krecaun, was hij getrouwd van 1926 tot haar dood in 1929. Hij hertrouwde in 1934 met Paula Miller die in 1966 overleed aan kanker. Later trouwde hij voor een derde maal, nu met Anna Mizrahi uit Venezuela.
Hij had vier kinderen: actrice Susan en acteerdocent John Strasberg uit zijn huwelijk met Paula Miller, en met Anna Mizraki kreeg hij Adam en David Strasberg. John Strasberg is nu docent aan de Actors' Studio.
Strasberg overleed in 1982 op 80-jarige leeftijd aan een hartaanval. Hij werd begraven op de Westchester Hills Cemetery.
Marilyn Monroe, een van zijn oud-leerlingen, liet hem in haar laatste testament al haar persoonlijke spullen na, plus een groot deel van haar landbezit. In haar testament sprak ze het verlangen uit dat hij deze spullen eerlijk zou verdelen onder haar vrienden, collega's en diegenen aan wie ze gehecht was. Strasberg heeft dit echter nooit gedaan. Na zijn dood zijn ze in het bezit gekomen van zijn weduwe, Anna. Een veiling bij Christie's bracht $12,3 miljoen op.

## Filmografie
| Jaar | Titel                   | Rol            | Extra informatie |
| ---- | ----------------------- | -------------- | ---------------- |
| 1981 | Skokie (TV)             | Morton Weisman |                  |
| 1979 | Going In Style          | Willie         |                  |
| 1979 | Boardwalk               | David Rosen    |                  |
| 1979 | ... And Justice for All | Sam Kirkland   |                  |
| 1978 | The Last Tenant         | Frank          |                  |
| 1976 | The Cassandra Crossing  | Herman Kaplan  |                  |
| 1974 | The Godfather Part II   | Hyman Roth     |                  |

- Bibsys: 90349594
- Biblioteca Nacional de España: XX901873
- Bibliothèque nationale de France: cb121068488 (data)
- CiNii: DA04896336
- Gemeinsame Normdatei: 118845802
- International Standard Name Identifier: 0000 0001 1025 5232
- Library of Congress Control Number: n79126463
- Nationale Bibliotheek van Letland: 000190768
- Bibliotheek van het Japanse parlement: 00457888
- Nationale Bibliotheek van Tsjechië: jam2011658569
- Nationale bibliotheek van Australië: 35796603
- Nationale Bibliotheek van Israël: 987007276186405171
- Nationale Bibliotheek van Polen: a0000003196840
- Nationale en Universitaire bibliotheek Zagreb: 000162382
- Nederlandse Thesaurus van Auteursnamen: 071324003
- Réseau des bibliothèques de Suisse occidentale: 02-A003868675
- LIBRIS: 232650
- SNAC: w6377kv2
- Système universitaire de documentation: 029441862
- Virtual International Authority File: 41870467
- WorldCat: E39PBJxCt3tJGHMbXhp97cyjmd